# 风采楼

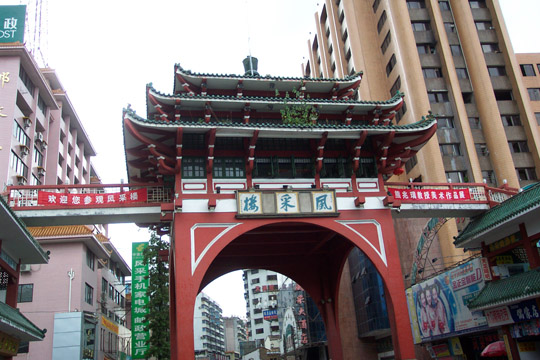
风采楼之日

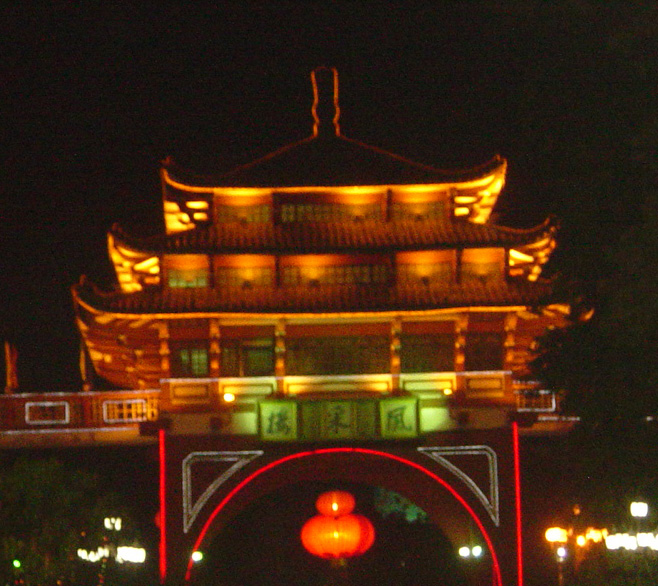
风采楼之夜

风采楼位于中国广东省韶关市风采路，东临浈江，是韶关市的标记。

## 历史
风采楼是明朝弘治十年(公元1497年)，为纪念宋朝工部尚书余靖而建。“风采楼”的名字，来自于当时刑部尚书蔡君谟写的一首赞美余靖的诗：“必有谋猷俾帝佑，更加风采动朝端”。楼上部的“风采楼”三字为明代书法家陈白沙所题。

## 现状
风采楼原为砖木结构，几度毁于战火，几度重建，最后一次重建于1933年，为水泥钢筋结构。风采楼楼高22米，正方形，顶为三重飞檐翘角，楼底可通行车辆。该楼现为韶关市博物馆，楼上有余靖的生平介绍。
2003年，中国邮政发行了《中国·韶关风采楼》邮资信封，上有韶关市标志性建筑——“风采楼”的图案。

## 参看
- 韶关
- 余靖